# 국제 인정 포럼
국제 인정 포럼 또는 국제 인정 포럼 주식회사(영어: International Accreditation Forum, Inc., IAF)는 관리 시스템, 제품, 서비스, 고용, 프로세스, 검사와 타당성 검증과 같은 분야에서 적합성 평가 인정 기관 및 적합성 평가에 관심 있는 기타 기관들의 전 세계 협회이다. IAF의 주요 기능은 인정된 인증서와 검사 및 타당성 검증 진술을 신뢰할 수 있도록 보장함으로써 기업과 고객의 사업 위험을 줄이는 전 세계적인 적합성 평가 프로그램을 개발하는 것이다.
IAF 인정 기관 회원들은 조직이 지정된 표준을 준수하고 있음을 증명하는 인증서 또는 진술서를 발행하는 인증 또는 검사 및 타당성 검증 기관을 인정한다.

## 역할
IAF의 주요 목적은 두 가지이다. 첫째, 인정 기관 회원들이 자신이 수행하는 업무를 수행할 역량이 있고 이해충돌의 대상이 아닌 기관만 인정하도록 보장하는 것이다.
IAF의 두 번째 목적은 인정 기관 회원들 간에 IAF 다자간 상호 인정 협정(MLA)으로 알려진 상호 인정 협정을 유지하는 것이다. 이는 인정된 인증서를 전 세계 어디에서나 신뢰할 수 있도록 보장함으로써 기업과 고객의 위험을 줄인다. MLA는 공급업체가 제품이나 서비스를 판매하는 각 국가에서 인증을 받을 필요성을 없앤다.
ILAC과 IAF의 업무는 무역 촉진, 고용 기회 제공, 수출 및 외국인 직접 투자 촉진을 위한 인정 채택을 장려하는 UNIDO 및 UNECE의 주요 프로젝트와 강력하게 연계되어 있다. UNIDO, IAF 및 ILAC 간의 관계는 산업 발전이 경제 성장 및 SDG 달성에 미치는 영향을 강화하는 것을 목표로 한다.

## IAF CertSearch
IAF는 전 세계의 인정된 관리 시스템 인증을 검증할 수 있도록 IAF CertSearch를 시작했다. IAF CertSearch는 사용자가 IAF 서명 회원 인정 기관으로부터 인정을 받은 인증 기관이 발행한 인정된 인증 상태를 검색하고 검증할 수 있는 글로벌 데이터베이스이다. IAF CertSearch는 또한 조직에 전 세계의 모든 인정 기관 및 인증 기관 목록을 포함하는 인정된 네트워크에 대한 정보를 제공한다.

## 구조
IAF의 최고 권한 수준은 총회 회원들이다. 총회는 회원들의 이름으로 결정을 내리고 정책을 수립한다. 이사회는 회원들을 대신하여 법적 조치를 수행하고, IAF를 위한 광범위한 정책 방향을 개발하며, IAF의 일상 업무가 회원들이 승인한 정책에 따라 수행되도록 보장할 책임이 있다.

## 세계 인정의 날
IAF와 ILAC은 인정에 대한 글로벌 협회로서 매년 6월 9일을 세계 인정의 날로 정하여 인식 제고 활동의 발판 역할을 하고 정부, 공공 및 민간 부문, 그리고 더 일반적으로는 시민들에게 인정을 홍보한다. 또한 국가 기관들에게 그날의 주제와 관련된 활동을 조직할 기회를 제공한다.

## 같이 보기
- IAF MLA